# Un giorno nuovo (Sick Tamburo)
Un giorno nuovo è il quarto album in studio del gruppo rock italiano Sick Tamburo, pubblicato nel 2017.

## Tracce
1. Un giorno nuovo – 3:52
2. Sei il mio demone – 3:40
3. Oltre la collina – 3:33
4. Perdo conoscenza – 2:48
5. Con prepotenza – 3:52
6. Dedicato a me – 3:46
7. Meno male che ci sei tu (feat. Motta) – 3:49
8. Ad altro siamo pronti – 3:15
9. La fine della chemio – 3:15